# 梓真弓
梓 真弓（あずさ まゆみ、本名:大河泰子、1926年2月25日 - 1994年11月13日）は、元宝塚歌劇団星組主演娘役クラスで、元宝塚音楽学校の日舞講師。兵庫県神戸市出身。聖家族女学校出身。宝塚歌劇団時代の公称身長は154cm。宝塚歌劇団時代の愛称はオオカワちゃん。

## 来歴・人物
1940年、宝塚音楽舞踊学校（現在の宝塚音楽学校）に入学。
1943年、同校を卒業し、30期生として、宝塚歌劇団に入団する。初舞台公演演目は『太陽の子供達』である。宝塚入団時の成績は14人中5位。
1984年から宝塚音楽学校の日舞講師を務める。
1986年2月25日付で宝塚歌劇団を退団。最終出演公演の演目は星組・東京宝塚劇場公演『西海に花散れど』である。
1994年11月13日、死去。

## 宝塚歌劇団時代の主な舞台出演
- 『夜鶴双紙』『ブルーヘブン』（星組）（1948年9月22日 - 10月11日：宝塚大劇場）
- 『龍女』（星組）（1949年2月18日 - 3月9日：宝塚大劇場）
- 『高山右近』（星組）（1949年6月1日 - 6月20日：宝塚大劇場）
- 『三人片輪』（星組）（1949年8月10日 - 8月30日：宝塚大劇場）
- 『スヰート・シルヴィ』（星組）（1949年12月1日 - 12月28日：宝塚中劇場）
- 『嘘吐きレリオ』（星組）（1950年2月1日 - 2月27日：宝塚大劇場）
- 『虞美人』 - 桃娘 役（星組）（1951年8月1日 - 8月30日：宝塚大劇場）
- 『白蓮記』（花組）（1953年2月1日 - 2月27日：宝塚大劇場）
- 『春の踊り(花の宝塚)』（花組）（1953年5月1日 - 5月31日、宝塚大劇場）
- 『白井權八』（花組）（1954年3月3日 - 3月30日：宝塚大劇場）
- 『笛吹童子』（花組）（1954年7月1日 - 7月30日：宝塚大劇場）
- 『虞美人』 - 桃娘 役（星組）（1955年4月16日 - 5月25日：東京宝塚劇場、3月2日 - 30日：宝塚大劇場）
- 『日本美女絵巻』（星組）（1959年1月1日 - 1月30日：宝塚大劇場）
- 『花供養』 - お与津御寮人 役（専科）（1984年3月31日 - 4月10日：宝塚バウホール）
- 『花夢幻』 - あやめの女、美女S 役（雪組）（1985年1月1日 - 2月12日：宝塚大劇場、4月4日 - 4月29日、東京宝塚劇場）
- 『西海に花散れど』 - 建礼門院 役（星組）（1985年8月18日 - 9月7日：宝塚大劇場、12月1日 - 12月27日：東京宝塚劇場）

## 映画出演
- 『元禄水滸伝』 - 小百合 役（1952年、東宝）
- 『恋の捕縄』- 娘・お千代 役（1952年、東宝）
- 『かっぱ六銃士』- 姫君 役（1953年、東宝）
- 『右門捕物帖 まぼろし変化』 - お米 役（1954年、東宝）
- 『蝶々夫人』 - 芸者 役（1955年、東宝）
- 『五十年目の浮気』 - 次女・さよ子 役（1956年、東宝）
- 『アチャコ行状記 嫁取り試験』 - 仙子 役（1956年、東宝）